# Banca Sella Group
Banca Sella Holding S.p.A. é uma holding italiana do Banca Sella Group (em italiano:  Gruppo Banca Sella). A principal empresa do grupo era Banca Sella S.p.A., um banco italiano com sede em Biella, Piemonte.
Segundo uma pesquisa da Mediobanca, o Banca Sella Group foi classificado como o 20º maior banco da Itália em ativos totais em 31 de dezembro de 2016.

## História

### Origens do Banca Sella
A história do Gruppo Banca Sella tem suas raízes em 1886, quando Gaudenzio Sella, inspirado nos princípios de seu tio Quintino Sella, juntamente com outros seis irmãos e primos, fundou em Biella o Gaudenzio Sella & C. (atual Banca Sella Group), a fim de "continuar o comércio como descontos bancários, adiantamentos, contas correntes, compra e venda de valores mobiliários, etc.", conforme mostrado na escritura. Os gerentes seniores do banco foram nomeados recentemente Gaudenzio Sella, que permaneceu no comando do instituto até sua morte.

### Expansão
As primeiras filiais fora de Biella datam do final dos anos 30 (Ponzone, Trivero, Cossato). Em 1949, o banco mudou de nome para Società per azioni (sociedade limitada) e os irmãos Ernesto e Giorgio Sella respectivamente assumiram o cargo de presidente e CEO. Em 1962 mudou seu nome para Banca Sella S.p.A. Em 1974, com a morte de Ernesto, Giorgio Sella se tornou o presidente; O CEO foi confiado a Maurizio Sella, filho de Ernesto.
Sob a liderança de Maurizio Sella, o Banca Sella se espalhou por todo o país em mais de 300 agências na primeira década de 2000.
Ao longo dos anos, o Banco adquiriu pequenas instituições locais no nordeste e sul da Itália e estabeleceu empresas operacionais em vários negócios, como leasing, financiamento ao consumidor, empresas de gestão de ativos e seguros não vida. Em 1992, o Gruppo Banca Sella foi encontrado.
Em 1997, ocorre o lançamento dos serviços de Internet Banking e, em 2000, a marca www.sella.it.
Com a morte de Giorgio Sella (em 2000), Maurizio Sella assumiu a presidência, enquanto Pietro Sella (nascido em 1968) tornou-se CEO em 2002. (após o antigo "Banca Sella S.p.A "tornou-se" Banca Sella Holding S.p.A "e a criação do novo" Banca Sella S.p.A "como subsidiária em 2006, eles se tornaram presidente e CEO da holding e do banco; em 2013, Donato Valz Gen foi nomeado CEO da instituição, mas não a holding)
Em 1 de janeiro de 2005, uma nova subsidiária Banca Patrimoni e Investimenti foi formada pela fusão da Sella Investimenti Banca (banco fundado em Turim em 2001 e especializado em clientes de bancos privados) e da Gestnord Intermediazione.

### Nascimento de Banca Sella Holding e história recente
Como parte de uma reestruturação do grupo, em 1 de janeiro de 2006, a [antiga] Banca Sella S.p.A. (P.IVA 01709430027) foi transformada em uma companhia financeira do grupo e mudou seu nome para Sella Holding Banca S.p.A., tendo conferido o negócio bancário a uma nova subsidiária que ele adotou com o nome de [novo] Banca Sella S.p.A. (PI 02224410023).
Em 1 de abril de 2006, da fusão da Fiduciaria Sella S.I.M.p.A. (trust dinâmico fundado em 1992 e especializado em gestão de ativos individuais: gestão de ativos em fundos e valores mobiliários) na Gestnord Fondi SGR S.p.A (nascida em 1983 e especializada em gestão coletiva de ativos: fundos de investimento, fundos de pensão e SICAV) Sella Gestioni SGR S.p.A. incorporando, assim, em uma empresa as atividades do grupo em gerenciamento de ativos para clientes de varejo.
Em 30 de maio de 2011 e em 1 de outubro de 2012, o Banca Sella Sud Arditi Galati e o Banca Sella Nord Est Bovio Calderari foram absorvidos pelo Banca Sella S.p.A.. Em 31 de dezembro de 2010, o grupo possuía 60,13% do Sella South - Arditi Galati Bank e 56,75% das ações do Sella North East - Bovio Calderari Bank em 31 de dezembro de 2011. O grupo comprou os demais interesses minoritários de outros investidores.
Em 1 de junho de 2007, a Sella Gestioni SGR formou uma nova subsidiária Sella Capital Management SGR, responsável pela gestão de ativos para clientes institucionais.
Em 12 de novembro de 2007, o Banca Patrimoni Sella & C. foi formado pela fusão por absorção da Sella Consult S.I.M.p.A. no Banca Patrimoni e Investimenti; após a transação, o grupo detinha 68,190% das ações da subsidiária, passando de 56,114%.
Em 2007, a CBA Vita, subsidiária do grupo, com a HDI Assicurazioni, cria a InChiaro, uma joint venture dedicada ao bancassurance (serviços de seguros integrados ao banco); em 2016, todas as ações detidas pelo Banca Sella Group na CBA Vita foram vendidas para a HDI Assicurazioni.
Em 31 de março de 2008, "Sella Holding Banca" mudou seu nome para Banca Sella Holding S.p.A. Em 1 de junho de 2008, o Banca Sella Sud Arditi Galati (Banco Sella Sul - Arditi Galati) foi encontrado pela absorção do Banca di Palermo S.p.A. (uma filial do grupo) e as sucursais do Banca Sella S.p.A. na Campânia em Banca Arditi Galati S.p.A.
De 2008 a 2011, o Banca Sella Group também detinha participações minoritárias no Banca Monte Parma, mas foi adquirido pela Intesa Sanpaolo após sucessivas perdas líquidas.
Em abril de 2009, uma nova subsidiária Sella Servizi Bancari foi formada para centralizar o back office do grupo.
Em 30 de maio de 2011 e em 1 de outubro de 2012, o Banca Sella Sud Arditi Galati e o Banca Sella Nord Est Bovio Calderari foram absorvidos pelo Banca Sella S.p.A. Em 31 de dezembro de 2010, o grupo possuía 60,13% do Sella South - Arditi Galati Bank e 56,75% das ações do Sella North East - Bovio Calderari Bank em 31 de dezembro de 2011. O grupo comprou os demais interesses minoritários de outros investidores.

## Principais empresas do grupo
- Atualizado até 31 de dezembro de 2014

As principais empresas do grupo Banca Sella são:
- Banca Sella Holding S.p.A. (empresa-mãe do Gruppo Banca Sella);
  - Banca Sella S.p.A. (participação de 100%);
  - Banca Patrimoni Sella & C. (participação de 74,379%, banco especializado na gestão de clientes particulares e institucionais);
    - Family Advisory SIM Sella & Partners (escritórios familiares).

  - Sella Gestioni SGR (participação de 96,066%, gerenciamento de ativos);
  - Biella Leasing (participação de 99,860%, leasing financeiro);
  - Consel (participação de 67,432%, crédito ao consumidor);
  - CBA Vita (seguro de vida, saúde e acidente);
    - InChiaro (participação de 49%, seguro de vida);

  - Axerve (sistemas de pagamento eletrônico, comércio eletrônico);
- interesses minoritários
  - Martin Maurel Sella - Banque Privée Monaco (45%)